# Isotelus

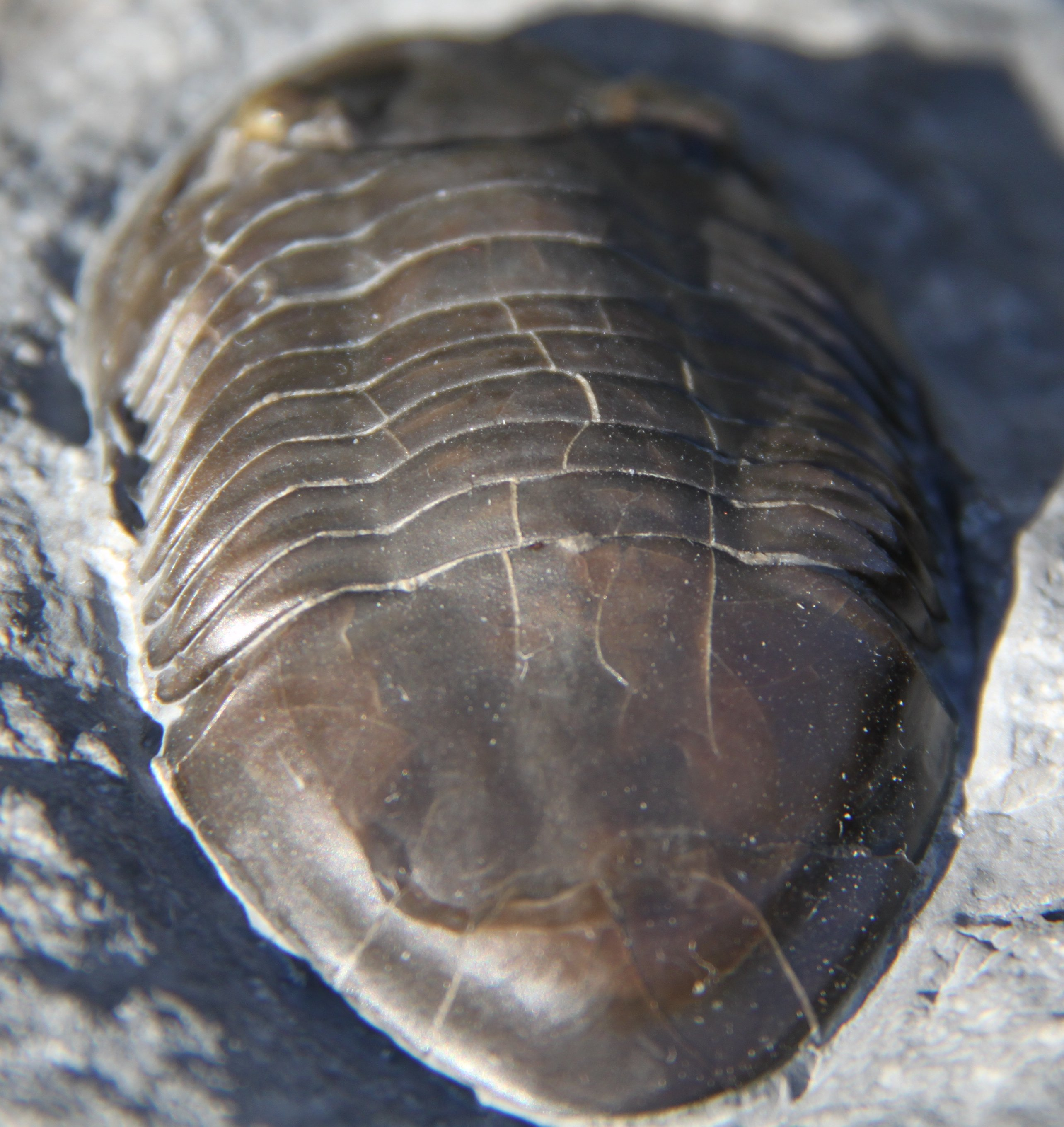
Het staartschild of pygidium

Isotelus is een geslacht van uitgestorven trilobieten, dat leefde in het Boven-Ordovicium van Noord-Amerika en Eurazië. De soort Isotelus rex, met een lengte van ruim een halve meter, was de grootste bekende trilobiet in de geschiedenis van de aarde. Isotelus is sinds 1985 het 'staatsfossiel' van de Amerikaanse staat Ohio.

## Beschrijving
Deze tien centimeter lange trilobiet kenmerkt zich door zijn gladde, driehoekige kop en driedelige staart. Het dier had een groefloze, stompe glabella. Het lichaam bevatte thoraxsegmenten met een brede as. Sommige vormen konden groter worden. Het platte lichaam van Isotelus werd gekenmerkt door acht borstsegmenten. Het cephalon (hoofdschild) en pygidium (staartschild) waren vrij groot in relatie tot de thorax en duidelijk ervan gescheiden. De ogen waren middelgroot. Isotelus was heel gewoon en leefde op de oceaanbodem (epibenthal) als een roofdier en aaseter.
Isotelus rex, meer dan 700 millimeter lang en 400 millimeter breed, de grootste trilobiet die tot nu toe is gevonden, leefde tijdens het Boven-Ordovicium op de bodem van een ondiepe epicontinentale zee, die grotendeels de continentale kern (Kraton) Laurentia bedekte, tegenwoordig een deel van het Noord-Amerikaanse continent. Deze zeebedekking ging door gedurende het gehele oude Paleozoïcum. Laurentia bevond zich in Boven-Ordovicium nabij de evenaar en in het warme klimaat werden koolstofafzettingen afgezet op de landmassa die werd overstroomd door een ondiepe zee. De enige complete vondst en het holotype van Isotelus rex tot nu toe is bekend van de 445 miljoen jaar oude Carboonrotsen aan de kustlijn van het Boven-Ordovicium van de Churchill River Group in het noorden van de Canadese provincie Manitoba aan de Hudsonbaai. Het werd ontdekt in 1998 door een groep Canadese paleontologen. De lengte van het bijna volledig geconserveerde rugschild overschreed die van de grootste tot nu toe bekende trilobiet met bijna zeventig procent.

## Lijst van wetenschappelijk beschreven soorten
- Isotelus rex
- Isotelus gigas
- Isotelus maximus
- Isotelus megistos
- Isotelus parvirugosus
- Isotelus simplex
- Isotelus susae
- Isotelus walcotti
- Isotelus homalonotoides
- Isotelus iowensis
- Isotelus latior
- Isotelus brachycephalus
- Isotelus platycephalus